# Jimi (zapadnočadski jezik)
Jimi jezik (ISO 639-3: jmi; bi-gimu), afrazijski jezik zapadnočadske skupine čadskih jezika, kojim govori oko 1 000 ljudi (1995 CAPRO) u selu jimi u nigerijskoj državi Bauchi, LGA Ganjuwa.
Zapadnočadski jimi nje isto što i istoimeni jimi jezik iz Kameruna, koji pripada skupini biu-mandara, nego se klasificira skupini B.3 barawa, unutar koje čini istočnu podskupinu čiji je jedini predstavnik.
Govore ga uglavnom odrasli; dijalekt: zumo.

## Vanjske poveznice
- Ethnologue (14th)
- Ethnologue (15th)